# M-84AS
M-84AS ili M-2001 je najmoderniji borbeni tenk Srbije. Tenk je poboljšana verzija jugoslavenskog tenka M-84.
M-84AS je predstavljen javnosti 2004. godine, a proizvodi ga SDPR Jugoimport pod nazivom „M-84AB1“. Kasnije je preimenovan u M-84AS. Razvijen je zajedno s Rusijom, a tenk je razvijan paralelno sa suvremenim ruskim programom T-72M1M za modernizaciju tenkova iz serije T-72 koji se nudi od 2005. godine. U novi tenk je ugrađen poboljšani sustav za upravljanje paljbom (SUP) s integriranim dnevno-noćnom ciljaničkom spravom. Postojeći top zamijenjen je novim, koji pored boljih značajki omogućava izuzetno laku i brzu zamjenu topovske cijevi. Novi tenk ima mogućnost ispaljivanja protuoklopne rakete s laserskim navođenjem kroz cijev topa čime je omogućeno precizno gađanje neprijateljskih ciljeva na udaljenostima do 6 km. U borbeni komplet tenka uveden je novi potkalibarni projektil s jezgrom od teškog metala, kao i projektil s višestrukom kumulativnom bojnom glavom, čiji je osnovni zadatak borba protiv suvremenih tenkova zaštićenih višeslojnim oklopima. Zbog sve veće probojne moći suvremenih protuoklopnih oružja novi tenk M-84AB1 opremljen je reaktivnim oklopom koji pruža zaštitu i protiv suvremenih kumulativnih projektila. Osim povećane oklopne zaštite, novi tenk opremljen je i suvremenim elektro-optičkim sustavom za zaštitu od djelovanja laserskih i infracrvenih navođenih protuoklopnih raketa Štora-1.
M-2001 je veoma sličan trenutno najmodernijem ruskom borbenom tenku T-90S. Prvobitni naziv za ovu seriju je T-72BU, ali je nakon rata SAD protiv Iraka preimenovan iz marketinških razloga u T-90. U odnosu na T-90S, M-2001 je brži i pokretniji, dok T-90S ima jači oklop.
U Srbiji je planirano da se postojeći M-84 vojske Srbije poslije 2010. moderniziraju na M-84AS standard. Tenk, odnosno modernizacija, je također ponuđena Kuvajtu, ali je Kuvajt dao prednost za modernizaciju svojih M-84 hrvatskoj verziji M-95 Degman (odnosno M-84D), s obzirom na to da se bitni dijelovi M-84AS poput Štora-1 sustava proizvode u Rusiji.

## Tehničke karakteristike
- Posada: 3 člana (zapovjednik, vozač i topnik)
- Borbena masa: 45 tona
- Dužina s topom: 9,53 m
- Dužina tijela: 6,86 m
- Širina: 3,73 m
- Visina: 2,23 m
- Motor:
  - V-46-TK ili V-46-TK1

- Snaga motora: 1000 KS (V-46-TK) ili 1200 KS (V-46-TK1)
- Specifična snaga: 16,3 kW/t (V-46-TK) ili 19,6 kW/t (V-46-TK1)
- Maks. brzina: 65 km/h (V-46-TK) ili 72 km/h (V-46-TK1)
- Borbeni radijus: 500-650 km po putu
- Snaga/težina: ~22,72 ks/t
- Specifični pritisak na podlogu: 0,88 kg/cm²
- Naoružanje:
  - top 2A46M kalibar 125 mm
  - PAM M-87, kalibra 12,7 mm
  - spregnuta strojnica M-86, kalibra 7,62 mm

- Borbeni komplet:
  - 36 granata (22 u punjaču), kalibra 125 mm
  - 5-6 protuoklopne rakete 9M119M Refleks
  - 300 metaka 12,7 mm
  - 1750 metaka 7,62 mm

- Oklop:
  - ekvivalenta homogene pancirne ploče od 700-730 mm za APFSDS i 1100-1300 mm za HEAT tip projektila
  - (usporedba M-84: 450 mm za APFSDS i 600 mm za HEAT, T-90S: 850-880 mm za APFSDS i 1100-1300 mm za HEAT)

## Vanjske poveznice
- (sr) Tenk M-84AB1  Arhivirana inačica izvorne stranice od 22. ožujka 2010. (Wayback Machine)